# Vzhodni šimpanz
Vzhodni šimpanz (znanstveno ime Pan troglodytes schweinfurthii) je podvrsta navadnega šimpanza. Vrsta živi v Srednjeafriški republiki, Južnem Sudanu, Demokratični republiki Kongo, Ugandi, Ruandi, Burundiju in Tanzaniji.

## Taksonomija
Čeprav je formalno razvrščen kot P. t. schweinfurthii, Colin Groves z Avstralske nacionalne univerze trdi, da obstaja dovolj razlik med severno in južno populacijo te populacije šimpanzov, da bi jo lahko razdelili na dve podvrsti namesto na eno; severna populacija kot P. t. schweinfurthii in južna populacija kot P. t. marungensis.

## Grožnje in ohranjanje
Rdeči seznam IUCN iz leta 2007 jih je uvrstil med ogrožene. Čeprav je navadni šimpanz najbolj številčen in razširjen med velikimi opicami, razen človeka, se pričakuje, da se bo nedavni upad v Vzhodni Afriki nadaljeval zaradi lova in izgube življenjskega prostora. Ker so si šimpanzi in ljudje fiziološko zelo podobni, šimpanzi podležejo številnim boleznim, ki prizadenejo ljudi. Če raziskave in turizem niso ustrezno upravljani, predstavljajo tudi tveganje za prenos bolezni med ljudmi in šimpanzi. To podvrsto je obsežno preučevala dr. Jane Goodall v narodnem parku Gombe Stream.

## Opis
Odrasli šimpanzi v naravi tehtajo med 40 in 65 kilogrami. Samci lahko merijo do 145 centimetrov, samice pa do 120 centimetrov v višino. Telo šimpanza je pokrito z grobo črno dlako, razen na obrazu, prstih na rokah, nogah, dlaneh in podplatih. Oba palca na rokah in nogah sta si nasproti, kar omogoča natančen oprijem. Kot večina populacij šimpanzov imajo vzhodni šimpanzi jantarne do rjave šarenice in temne beločnice.

## Habitat
Šimpanz preživi čas na drevesih in na tleh, običajno pa spi na drevesu, kjer si za noč zgradi gnezdo. Nekoč so naseljevali večino te regije, vendar se je njihov življenjski prostor v zadnjih letih močno zmanjšal.

## Vedenje in ekologija
Šimpanzi živijo v skupnostih, ki običajno štejejo od 20 do več kot 150 članov, vendar večino časa preživijo na potovanju v majhnih skupinah le nekaj posameznikov. Vzhodni šimpanz je tako drevesni kot talni in ponoči počiva na drevesih, dan pa preživi na tleh.
Šimpanzi hodijo po podplatih in členkih, na kratke razdalje pa lahko hodijo pokončno.
Ko se šimpanzi soočijo s plenilcem, se bodo odzvali z glasnimi kriki in proti grožnji uporabili vse predmete, ki jih lahko dobijo. Leopard je glavni naravni plenilec šimpanzov, vendar so postali tudi plen levov.

### Prehrana
Šimpanzi so vsejedi in jedo semena, sadje, med, liste, lubje, glive, žuželke, kot so termiti, mravlje in majhen plen, kot so ptice in opice. Pogosto uporabljajo vejico kot orodje, da dosežejo termite ali mravlje v gnezdih, opazili pa so jih, da uporabljajo palice za lov na druge male sesalce. Obstajajo tudi primeri organiziranega lova. V nekaterih primerih, kot je ubijanje leopardjih mladičev, se zdi, da je to predvsem zaščitniško prizadevanje, saj je leopard glavni naravni plenilec navadnega šimpanza. Dokumentirani so bili tudi posamezni primeri kanibalizma.